# La Marsa (délégation)
La Marsa est une délégation tunisienne dépendant du gouvernorat de Tunis dont le chef-lieu est la ville de La Marsa.
En 2004, elle compte 77 890 habitants dont 38 722 hommes et 39 168 femmes répartis dans 20 420 ménages et 23 237 logements.

## Subdivisions administratives
Cette délégation est subdivisée en dix imadas (secteurs) :
| Imada                | Population (2004) |
| -------------------- | ----------------- |
| La Marsa Médina      | 14 265            |
| Er-Rmila             | 11 044            |
| El Bahr El Azrak     | 9 980             |
| La Marsa El Montazeh | 7 554             |
| Gammarth             | 6 690             |
| La Marsa Plage       | 6 625             |
| La Marsa Hadayek     | 6 488             |
| Sidi Daoud           | 5 870             |
| La Marsa Erriadh     | 5 588             |
| Gammarth Supérieur   | 3 786             |